# 北馬其頓共和國國家銀行
北馬其頓共和國國家銀行是北馬其頓共和國的中央銀行，總部位於北馬其頓首都史高比耶。現任總裁是Dimitar Bogov，上任於2011年5月21日。北馬其頓共和國國家銀行是北馬其頓代納爾的發行單位。41°59′37″N 21°26′33″E / 41.99361°N 21.44250°E